# Marcare izotopică
Marcare (sau: trasare) izotopică reprezintă înlocuirea pe cale chimică a unui atom (sau grup de atomi) dintr-un compus, cu izotopii lor care în mod natural nu intră în compoziția substanței urmărite, rolul procedurii este de a putea urmării fluxul acelei substanțe în diverse procese fizico-chimice (afinitate, capacitate de difuzie, absorbtivitate selectivă, etc). Foarte răspândită este marcarea radioizotopică, în special în domeniul biologiei, medicinei sau geologiei. La IFA Bucuresti există un laborator de marcare cu izotopi înființat de chimistul Alexandru T. Balaban.